# Moon Knight (phim truyền hình)
Moon Knight (tạm dịch tiếng Việt: Hiệp sĩ ánh trăng) là là bộ phim truyền hình ngắn tập Mỹ do Jeremy Slater tạo ra cho dịch vụ phát trực tuyến Disney+, dựa trên nhân vật cùng tên của Marvel Comics. Đây là loạt phim truyền hình thứ sáu trong Vũ trụ Điện ảnh Marvel (MCU) do Marvel Studios sản xuất, chia sẻ tính liên tục với các phim của loạt phim này. Slater đảm nhận vai trò biên kịch chính cùng với Mohamed Diab dẫn đầu nhóm chỉ đạo.
Oscar Isaac đóng vai Marc Spector / Moon Knight và Steven Grant / Mr. Knight, hai nhân cách của một người đàn ông mắc chứng rối loạn đa nhân cách (DID), với May Calamawy, Karim El Hakim, F. Murray Abraham, Ethan Hawke, Ann Akinjirin, David Ganly, Khalid Abdalla và Gaspard Ulliel cũng đóng vai chính. Bộ phim được công bố vào tháng 8 năm 2019, với Slater được thuê vào tháng 11. Diab được thuê để chỉ đạo bốn tập vào tháng 10 năm 2020, với bộ đôi đạo diễn Justin Benson và Aaron Moorheadtham gia vào tháng 1 năm 2021 để chỉ đạo hai người còn lại. Isaac đã được xác nhận sẽ đóng vai chính vào thời điểm đó, và sử dụng các giọng khác nhau để phân biệt các danh tính khác nhau của Spector. Quá trình quay phim diễn ra từ tháng 4 đến tháng 10 năm 2021, chủ yếu ở Budapest cũng như ở Jordan, Slovenia và Atlanta, Georgia.
Moon Knight được công chiếu vào ngày 30 tháng 3 năm 2022 và chiếu sáu tập cho đến ngày 4 tháng 5. Đây là một phần của Giai đoạn Bốn của MCU. Loạt phim đã nhận được những đánh giá tích cực, đặc biệt khen ngợi về màn trình diễn của Isaac và Hawke và tông màu tối hơn so với các chương trình MCU trước đó.

## Nội dung chính
Marc Spector - người đàn ông mắc hội chứng rối loạn đa nhân cách với nhiều nhân cách khác nhau sẽ bị cuốn vào một cuộc chiến chết chóc của các vị thần.

## Diễn viên
- Oscar Isaac trong vai Marc Spector / Moon Knight, Steven Grant / Mr. Knight và Jake Lockley:[2]
Một cựu thủy quân lục chiến Mỹ bị mắc hội chứng rối loạn đa nhân cách (DID), anh sẽ trở thành thế thần cho vị thần mặt trăng Ai Cập Khonshu,[3][4][5] với một trong số những thay đổi của anh ấy là Steven Grant, một nhân viên cửa hàng quà tặng người Anh hiền lành bị mất điện và những ký ức về một cuộc sống khác, người trở thành Mr. Knight, nhân vật của Grant khi anh ấy là hình đại diện của Khonshu.[4] Isaac "dựa vào anh chàng Chicago này, người đang đẩy mọi người ra xa" cho vai diễn Spector, gọi anh ta là một tên ngốc, trong khi điều hành sản xuất Kevin Feige mô tả Spector là một anh hùng hành động "tàn bạo" và nói rằng loạt phim sẽ không rút lui khỏi việc khắc họa bạo lực của nhân vật. Mỗi danh tính của Spector từ DID của anh ta là các nhân vật riêng biệt, và được phân biệt trong kịch bản bởi thái độ của họ. Isaac đã chọn làm điều này xa hơn bằng cách tạo cho họ những điểm nhấn khác nhau.  Anh ấy rất thích có thể làm "điều gì đó thực sự hấp dẫn" với vai diễn của mình, bao gồm khám phá tâm trí phức tạp của Spector và hóa thân vào từng nhân vật khác nhau là một thách thức kỹ thuật đòi hỏi rất nhiều năng lượng đối với anh ấy. Isaac đã hành động chống lại anh trai của mình, Michael Benjamin Hernandez, cho những cảnh có nhiều nhân dạng gặp nhau. Để chuẩn bị cho vai diễn, Isaac đã đọccuốn sách A Fractured Mind của Robert B. Oxnam mà anh gọi là "kinh thánh" của mình. Isaac sử dụng giọng Mỹ của riêng mình cho Spector, và đặt giọng Anh London cho Grant mà anh cho rằng có chủ ý "kỳ quái" và không thuyết phục. Anh lấy cảm hứng từ những giọng văn của cộng đồng Do Thái sống ở Enfield, London , cũng như những nghệ sĩ hài người Anh như người dẫn chương trình kiêm diễn viên Karl Pilkington từ loạt phim hài du lịch Anh An Idiot Abroad, và Peter Sellers. Isaac nói thêm rằng Grant không có kỹ năng xã hội tuyệt vời và "khao khát được kết nối". Grant có căng thẳng với Spector khi hai nhân cách lần đầu tiên biết về nhau. Mr. Knight sử dụng kiến thức của Grant về Ai Cập cổ đại để giúp thoát khỏi xung đột với trí thông minh và giải câu đố, điều này trái ngược với tính cách Moon Knight của Spector.
- May Calamawy trong vai Layla El-Faouly: Một nhà khảo cổ học và nhà thám hiểm, là vợ của Spector và biết rằng anh là Moon Knight. El-Faouly ban đầu không phải là người Ai Cập, một sự thay đổi mà đạo diễn chính Mohamed Diab đã thúc đẩy. Calamawy mô tả nhân vật của cô là một người có "rất nhiều việc phải làm", người "bước vào bản thân nhiều hơn" và "phát triển sự tự tin và tin tưởng hơn vào bản thân" thông qua việc hỗ trợ Spector. Cô lấy cảm hứng từ những phụ nữ Trung Đông, những người "có một sức mạnh mềm mại rất khiêm tốn đối với họ".
- Karim El Hakim và F. Murray Abraham trong vai Khonshu: Vị thần mặt trăng của Ai Cập, một kẻ bị ruồng bỏ trong số các vị thần vì đã tiến hành "cuộc chiến giữa một vị thần với những bất công được nhận thức", do đó yêu cầu anh ta phải tìm và sử dụng hình đại diện của mình, Marc Spector. Người sáng tạo Jeremy Slater gọi anh ta là một vị thần "uy nghiêm, độc ác và đầy thù hận", người dễ nổi cáu và đang đối mặt với những bất an của bản thân. El Hakim cung cấp màn trình diễn trên phim trường của nhân vật trong khi Abraham lồng tiếng cho nhân vật.
- Ethan Hawke trong vai Arthur Harrow: Một người nhiệt thành tôn giáo và là nhà lãnh đạo giáo phái liên kết với nữ thần Ai Cập Ammit nhằm tìm kiếm công lý và phán quyết chính xác dựa trên những tội ác trong tương lai. Harrow là hình đại diện trước đây của Khonshu trước Spector. Hawke làm việc song song với Isaac để coi Harrow là đối lập với Spector, muốn thực hiện các hành động hoặc cảm xúc ngược với anh ta, và coi Harrow là sự pha trộn giữa một nhà sư và một Bác sĩ. Hawke cho biết nhân vật Harrow được lấy cảm hứng từ thủ lĩnh giáo phái David Koresh và bác sĩ tâm thần Carl Jung, Chủ tịch Cuba Fidel Castro, Đức Đạt Lai Lạt Ma, nhà văn Lev Tolstoy, nhà truyền tin Ngũ Tuần Jimmy Swaggart, sĩ quan và bác sĩ Đức Quốc xã Josef Mengele, và nhân vật Y tá Ratched trong One Flew Over the Cuckoo (1975), cũng như đặt câu hỏi điều gì sẽ xảy ra nếu người đồng sáng lập Apple Inc., Steve Jobs là một "kẻ xấu".[6]
- Ann Akinjirin trong vai Bobbi Kennedy: Một cảnh sát người Anh và là tín đồ của giáo phái Harrow.
- David Ganly trong vai Billy Fitzgerald: Một cảnh sát người Anh và là tín đồ của giáo phái Harrow.
- Khalid Abdalla trong vai Selim: Thế thần của Osiris và lãnh đạo hội đồng các vị thần Ai Cập.
- Gaspard Ulliel trong vai Anton Mogart: Một nhà sưu tập cổ vật giàu có sống ở Ai Cập và là người quen cũ của Layla.
- Antonia Salib trong vai Taweret: Nữ thần Ai Cập đầu con hà mã và khả năng sinh sản, đồng thời hoạt động như một người bảo vệ bà mẹ và trẻ em. Salib thực hiện ghi hình chuyển động và lồng tiếng cho nhân vật.
- Fernanda Andrade trong vai Wendy Spector: Mẹ của Marc và vợ của Elias.
- Rey Lucas trong vai Elias Spector: Cha của Marc và chồng của Wendy.

Ngoài ra, Lucy Thackeray, Saffron Hocking và Alexander Cobb lần lượt miêu tả các đồng nghiệp của Grant là Donna, Dylan, và J.B. hay Shaun Scott miêu tả bức tượng sống Crawley, Díana Bermudez đóng vai Yatzil, Thế thần của nữ thần tình yêu Ai Cập Hathor, Loic Mabanza trong vai Bek, vệ sĩ của Mogart, Claudio Fabian Contreras trong vai Randall Spector, em trai của Marc, và Sofia Danu trong vai Nữ thần Ai Cập Ammit.

## Các tập phim
| TT. | Tiêu đề                                       | Đạo diễn                       | Biên kịch                                                                                            | Ngày phát sóng gốc  |
| --- | --------------------------------------------- | ------------------------------ | --- | ------------------- |
| 1 | "The Goldfish Problem / Vấn đề 'Con cá vàng'" | Mohamed Diab                   | Jeremy Slater                                                                                        | 30 tháng 3 năm 2022 |
| Steven Grant làm việc tại Bảo tàng Anh ở London, nơi anh hy vọng sẽ trở thành một hướng dẫn viên du lịch sử dụng kiến thức của mình về Ai Cập cổ đại. Sau khi đi ngủ vào một đêm, anh thức dậy trên dãy núi Alps của Áo và chứng kiến một cuộc họp giáo phái do Arthur Harrow dẫn đầu , người yêu cầu một con bọ hung mà Grant vô tình sở hữu. Khi anh ta cố gắng trốn thoát, anh ta đã bị mất điện vài lần và nghe thấy một giọng nói bí ẩn trong đầu trước khi tỉnh dậy trong nhà của mình. Grant nhận ra rằng đã hai ngày trôi qua kể từ khi anh đi ngủ. Anh ta tìm thấy một chiếc điện thoại và thẻ khóa giấu trong căn hộ của mình và nhận được một cuộc gọi từ số thường xuyên nhất trong nhật ký cuộc gọi của điện thoại, một người phụ nữ tên Layla, người gọi anh ta là Marc. Ngày hôm sau tại nơi làm việc, Grant phải đối mặt với Harrow, người tiết lộ rằng anh ta là người hầu của nữ thần Ai Cập Ammit. Grant trốn thoát khỏi Harrow nhưng bị buộc phải ở lại làm việc riêng vào đêm hôm đó để bù đắp cho việc đi muộn. Harrow triệu hồi một sinh vật chó rừng liên kết với Anubis để tấn công Grant, nhưng "người phản chiếu trong gương" của anh ta yêu cầu kiểm soát cơ thể của họ. Grant đồng ý, biến thành một chiến binh mặc áo choàng và giết chết con chó rừng. |                                               |                                | |                     |
| 2 | "Summon the Suit / Triệu hồi bộ đồ"           | Aaron Moorhead & Justin Benson | Michael Kastelein                                                                                    | 6 tháng 4 năm 2022  |
| Con chó rừng không xuất hiện trên camera an ninh của bảo tàng và Grant bị sa thải vì gây thiệt hại. Anh ta sử dụng thẻ khóa để truy cập vào một kho tự quản nơi anh ta tìm thấy con bọ hung. Anh ta nói chuyện với "nhân cách phản chiếu" của mình, một nhân dạng khác trong cơ thể Grant tự giới thiệu mình là lính đánh thuê người Mỹ Marc Spector, Thế thần hiện tại của thần Mặt trăng Ai Cập Khonshu. Grant phải đối mặt với Layla, vợ của Spector, người không biết về sự tồn tại của Grant, trước khi bị bắt bởi các sĩ quan cảnh sát làm việc cho Harrow. Harrow tiết lộ rằng anh ta là thế thần trước đây của Khonshu cho đến khi anh ta chọn đi theo Ammit để tránh bị tổn hại trong tương lai. Anh ta giải thích rằng anh ta muốn sử dụng con bọ hung để tìm ra lăng mộ của Ammit và hồi sinh cô ấy để cô ấy có thể thanh trừng nhân loại tội ác bằng cách xóa sổ tất cả những ai đã hoặc sẽ thực hiện hành vi xấu xa. Layla giải cứu Grant, nhưng Harrow triệu hồi một sinh vật chó rừng khác. Grant quản lý để triệu hồi một bộ đồ của riêng mình để chiến đấu với chó rừng, nhưng bị chế ngự và cho phép Spector kiểm soát. Spector giết chết con chó rừng, nhưng mất con bọ hung vào tay Harrow. Khonshu đe dọa sẽ lấy Layla làm hình đại diện tiếp theo của mình nếu Spector không ngăn được Harrow. |                                               |                                | |                     |
| 3 | "The Friendly Type / Hướng đi thân thiện"     | Mohamed Diab                   | Beau DeMayo và Peter Cameron & Sabir Pirzada                                                         | 13 tháng 4 năm 2022 |
| Harrow và những người theo dõi của ông phát hiện ra vị trí của lăng mộ của Ammit trên sa mạc. Ở Cairo, Spector và Grant đều bị mất điện trong khi theo dõi đường dẫn đến vị trí của Harrow. Sau khi không thu thập được thông tin, Khonshu gọi một hội đồng giữa các vị thần Ai Cập đồng nghiệp của mình và avatar của họ để cảnh báo họ về kế hoạch của Harrow, nhưng Harrow đã phủ nhận thành công lời buộc tội. Thế thần của Hathor, Yatzil, nói với Spector rằng hãy tìm quan tài của một thiền sư biết vị trí của lăng mộ của Ammit. Layla tìm thấy Spector và đưa anh ta đến gặp Anton Mogart, một người quen của Layla, người sở hữu quan tài. Harrow đến và phá hủy cỗ quan tài, buộc Spector, Grant và Layla phải chống lại người của Mogart và trốn vào sa mạc. Grant ghép một số mảnh vải của quan tài thành một bản đồ sao, nhưng nó đã lỗi thời hai nghìn năm. Khonshu sử dụng sức mạnh của mình để nhanh chóng biến bầu trời đêm trở lại đúng đêm, cho phép Grant và Layla tìm thấy vị trí của lăng mộ của Ammit. Các vị thần khác giam giữ Khonshu trong một ushabti vì điều này, để lại cơ thể của Grant và Spector mà không có quyền năng của Khonshu. |                                               |                                | |                     |
| 4 | "The Tomb / Lăng mộ"                          | Justin Benson & Aaron Moorhead | Alex Meenehan và Peter Cameron & Sabir Pirzada                                                       | 20 tháng 4 năm 2022 |
| Grant và Layla tìm thấy một khu trại hoang vắng tại vị trí của ngôi mộ của Ammit, đó là một mê cung có hình dạng của Con mắt của Horus. Họ phát hiện ra rằng một số người của Harrow đã bị giết bởi các linh mục không chết Ai Cập và sau đó tấn công họ. Layla đánh bại các linh mục nhưng gặp Harrow, người nói rằng Spector là một trong những lính đánh thuê đã sát hại cha cô là nhà khảo cổ học, Abdallah El-Faouly. Grant và Spector tìm thấy lăng mộ và phát hiện ra rằng hình đại diện cuối cùng của Ammit là Alexander Đại đế; họ lấy ushabti của Ammit từ bên trong thi hài của Alexander. Layla tức giận đối mặt với Spector, người tiết lộ rằng đồng đội của anh ta đã giết cha của Layla và chính Spector trước khi Khonshu hồi sinh Spector trở thành Thế thần của ông ta. Harrow đến và bắn Spector, người tỉnh dậy trong một bệnh viện tâm thần với những người từ cuộc sống của anh ta. Sau khi trốn thoát khỏi Harrow, người xuất hiện với tư cách là một nhà trị liệu tại bệnh viện, Spector tìm thấy Grant trong một cơ thể riêng biệt bị mắc kẹt trong một cỗ quan tài. Họ cũng nhìn thấy một cỗ quan tài thứ hai có người khác bị mắc kẹt bên trong trước khi được chào đón bởi một người đầu hà mã. |                                               |                                | |                     |
| 5 | "Asylum / Bệnh viện tâm thần"                 | Mohamed Diab                   | Rebecca Kirsch và Matthew Orton                                                                      | 27 tháng 4 năm 2022 |
| Người phụ nữ đầu hà mã, được Grant xác định là nữ thần Ai Cập Taweret, giải thích với Spector và Grant rằng họ đã chết và "bệnh viện" thực sự nằm bên trong một chiếc thuyền đang đi qua Duat. Cô ấy cân trái tim của họ trên Cán cân Công lý để xác định xem họ có được phép vào Aaru hay không và khuyên họ giúp nhau khám phá những ký ức ẩn giấu gây ra sự mất cân bằng của họ. Grant nhìn thấy ký ức về việc em trai của Spector Randall chết đuối và mẹ của Spector đã đổ lỗi cho anh ta về điều đó, trong khi Spector tiết lộ cho Grant cách anh ta trở thành Thế thần của Khonshu khi thực hiện một nhiệm vụ với Raoul Bushman. Spector và Grant thuyết phục Taweret để họ trở lại thế giới sống để ngăn chặn Harrow, và cô lái con thuyền về phía Cổng của Osiris. "Bác sĩ Harrow" thuyết phục Spector rằng anh ta phải hoàn toàn cởi mở với Grant, và Spector miễn cưỡng giải thích rằng anh ta đã vô tình tạo ra Grant do hậu quả của sự ngược đãi của mẹ họ. Grant và Spector hòa giải với nhau, nhưng cán cân của họ không cân bằng, khiến các linh hồn thù địch tấn công họ. Trong khi chống trả lại chúng, Grant đã bị rơi xuống Duat hóa cứng. Cán cân được cân bằng, và Spector thấy mình đang ở trên Aaru. |                                               |                                | |                     |
| 6 | "Gods and Monsters / Thần thánh và quái vật"  | Mohamed Diab                   | Cốt truyện : Danielle Iman & Jeremy Slater Kịch bản : Jeremy Slater và Peter Cameron & Sabir Pirzada | 4 tháng 5 năm 2022  |
| Sức mạnh của Ammit tàn sát Thế thần của các vị thần Ai Cập khác trước khi thả Ammit, người đã chọn Harrow làm Thế thần mới của bà, trong khi Layla tìm thấy ushabti của Khonshu và thả ông ra. Layla từ chối trở thành Thế thần mới của Khonshu, vì vậy ông ta đối đầu với Ammit một mình nhưng bị áp đảo. Trong khi đó, Spector từ chối ở lại Aaru một mình, và thay vào đó chọn quay trở lại Duat và giải cứu Grant. Với sự giúp đỡ của Taweret, họ trốn thoát qua Cổng Osiris và thức tỉnh trở lại trong cơ thể của họ. Khonshu cảm nhận được sự trở lại của họ và liên kết với họ một lần nữa, chữa lành cơ thể và khôi phục sức mạnh của họ. Layla phát hiện ra rằng Ammit có thể bị đánh bại nếu Thế thần của một số vị thần trói bà ta vào một cơ thể phàm trần, vì vậy cô tạm thời liên kết với Taweret. Harrow, Ammit và những người theo dõi của họ bắt đầu phán xét mọi người ở Cairo, cho đến khi Spector, Grant, Layla và Khonshu đến để giao chiến với họ. Harrow áp đảo Spector và Grant, và gần như giết chết họ cho đến khi cả hai mất hồn và thức tỉnh để nhận ra rằng bằng cách nào đó họ đã đánh bại ông ta một cách tàn nhẫn. Spector và Layla phong ấn Ammit vào cơ thể Harrow, giam cầm bà ta một lần nữa. Khonshu thúc giục Spector xử tử Harrow và Ammit, nhưng Spector từ chối và ra lệnh cho Khonshu thả anh và Grant khỏi sự phục vụ của họ. Spector và Grant lại tìm thấy mình trong viện tâm thần tưởng tượng, nhưng từ chối nó và chọn tiếp tục cuộc sống mới cùng nhau. Trong một cảnh post-credit, Harrow trong trạng thái tàn tật bị bắt cóc từ một bệnh viện tâm thần và bị ám sát bởi Jake Lockley, nhân cách thứ ba của Spector và Grant, người vẫn còn liên kết với Khonshu. |                                               |                                | |                     |

## Sản xuất

### Phát triển
Nhân vật Marc Spector / Moon Knight sẽ được giới thiệu trong mùa thứ hai theo kế hoạch của Blade: The Series trước khi bị hủy vào tháng 9 năm 2006. Một loạt phim phụ tiềm năng cho nhân vật này cũng đã được phát triển. Vào tháng 10, Marvel Studios hợp tác với No Equal Entertainment để sản xuất một loạt phim truyền hình riêng có Moon Knight. Biên kịch Jon Cooksey được thuê để phát triển bộ truyện vào năm 2008, nhưng nó đã không tiến triển. James Gunn, biên kịch và đạo diễn của Guardians of the Galaxy, cho biết vào tháng 1 năm 2017 rằng anh đã thảo luận về bộ phim về Hiệp sĩ Ánh trăng với Marvel Studios nhưng không có thời gian làm việc về nó. Sau đó, anh ấy nói rằng anh ấy đã đề cập ý tưởng này khi chuyển cho Chủ tịch Marvel Studios Kevin Feige và một số người khác, nhưng không có đầy đủ ý kiến về một bộ phim như đã được báo cáo về những nhận xét ban đầu của anh ấy. Feige đã xác nhận vào tháng 4 năm 2018 rằng Moon Knight sẽ được giới thiệu trong Vũ trụ Điện ảnh Marvel (MCU), nhưng được đặt câu hỏi, "Điều đó có nghĩa là 5 năm kể từ bây giờ, 10 năm kể từ bây giờ, 15 năm kể từ bây giờ?" 
Vào tháng 8 năm 2019, Marvel Studios đã thông báo tại hội nghị D23 rằng một loạt phim dựa trên Moon Knight đang được phát triển cho dịch vụ phát trực tuyến Disney+. Tháng 11 năm đó, Jeremy Slater được thuê để làm biên kịch chính và điều hành sản xuất của bộ truyện,  bao gồm sáu tập 40–50 phút.  Đạo diễn người Ai Cập Mohamed Diab được dự định chỉ đạo bốn tập vào tháng 10 năm 2020,  cũng như điều hành sản xuất loạt phim. Marvel đã tiếp cận anh ấy một cách "bất ngờ" để giới thiệu một màn chào sân cho Moon Knight, trong đó bao gồm thần thoại Ai Cập và các nhân vật mà siêu anh hùng gắn liền với truyện tranh. Diab và vợ nhà văn kiêm nhà sản xuất Sarah Goher đã cùng nhau soạn thảo một tài liệu 200 trang phác thảo tầm nhìn của họ cho loạt phim, trong đó có ý định miêu tả Ai Cập và con người Ai Cập theo một cách tích cực hơn những gì họ cảm thấy đã được thực hiện trong các tác phẩm Hollywood trước đây. Diab nói rõ rằng các bộ phim và loạt phim của Mỹ thường sử dụng các khuôn mẫu Phương Đông như miêu tả người Ai Cập như những “người dẫn đường và những kẻ lang thang trên sa mạc” kỳ lạ hoặc phớt lờ thực tế rằng các kim tự tháp Giza nằm bên cạnh Cairo, một thành phố hiện đại. Ông muốn miêu tả người Ai Cập là "con người bình thường" và Ai Cập là một "nơi bình thường" như nước Mỹ hiện đại, Ông nói thêm rằng loạt phim sẽ "khó, nghiêm túc và về các chủ đề lớn" như nhiều bộ phim truyện trước đây của ông.  Đến tháng 11 năm 2020, bộ đôi đạo diễn Justin Benson và Aaron Moorhead được yêu cầu tạo lời quảng cáo cho loạt phim, sau khi trước đó đã thảo luận với Marvel Studios về việc tìm kiếm một dự án hợp tác cùng nhau. Họ tham gia loạt phim để chỉ đạo hai tập khác vào tháng 1 năm 2021, làm việc cùng với Diab để đảm bảo một cách tiếp cận nhất quán cho loạt phim. Feige, Louis D'Esposito, Victoria Alonso , Brad Winderbaum và Grant Curtis cũng là nhà điều hành sản xuất cùng với ngôi sao Oscar Isaac.
Vào tháng 2 năm 2021, Feige cho biết một số loạt phim của Marvel, bao gồm Moon Knight và She-Hulk, đang được phát triển với khả năng có các phần bổ sung được thực hiện, trái ngược với các loạt phim như WandaVision (2021), được phát triển thành các sự kiện hạn chế dẫn đến thay vào đó là phim truyện. Một năm sau, Isaac gọi Moon Knight là một loạt phim giới hạn, trong khi Diab không chắc liệu loạt phim có tiếp tục hay không. 

### Viết kịch bản
Michael Kastelein, Beau DeMayo, Peter Cameron, Sabir Pirzada, Alex Meenehan, Rebecca Kirsch, Matthew Orton và Danielle Iman đóng vai trò là tác giả của bộ phim, cùng với một nhà khảo cổ học chuyên về lăng mộ Ai Cập tham khảo ý kiến của các nhà văn. Feige đã ví loạt phim này giống như loạt phim Indiana Jones trong khi khám phá Ai Cập học, hai khía cạnh là một phần quan trọng trong quảng cáo chiêu hàng của Slater mà ông muốn kể một "câu chuyện đen tối, phức tạp" xen lẫn với "sự vĩ đại, vui nhộn, siêu nhiên. "Phép thuật kiểu Amblin". Slater nói rằng ông muốn loạt phim có một giai điệu tương tự như Raiders of the Lost Ark (1981) và Ghostbusters (1984), và đưa một số khía cạnh kinh dị và quái vật vào MCU. Anh ấy muốn đẩy giới hạn về mức độ đen tối của một loạt phim Marvel, điều mà Feige và Marvel Studios ủng hộ. Feige cho biết có sự khác biệt rõ ràng về giọng điệu giữa Moon Knight và các loạt phim Disney+ khác của Marvel Studios được phát hành vào thời điểm đó, thêm rằng hãng phim đã làm việc với Disney+ để đẩy ranh giới về mức độ tàn bạo của Moon Knight mà họ có thể thể hiện trong hàng loạt. 
Feige cho biết bệnh tâm thần của Marc Spector là một khía cạnh độc đáo của bộ truyện,  chủ yếu tập trung vào chấn thương tâm lý của anh ta. Tiến sĩ Paul Puri, một bác sĩ tâm thần được hội đồng chứng nhận và là trợ lý giáo sư lâm sàng tại UCLA, đã từng là cố vấn cho loạt phim về những mô tả của nó về bệnh tâm thần.  Diab đã cảnh báo rằng mặc dù các nhà sáng tạo tôn trọng chứng rối loạn nhận dạng phân ly (DID), bộ truyện vẫn tồn tại trong một thế giới hư cấu, siêu nhiên và một số yếu tố đã bị "kịch hóa quá mức [d]". Anh ấy đề nghị sử dụng những hình ảnh phản chiếu để miêu tả những cảnh trò chuyện giữa Grant và Spector, vốn đã trở thành chủ đề lặp đi lặp lại của Moon Knight. Bộ truyện dựa trên những cách giải thích hiện đại hơn của nhân vật trong truyện tranh liên quan đến Spector's DID, trong đó Spector mất cảm giác về thời gian khi chuyển đổi giữa các nhân cách khác nhau của mình.  Cuộc chạy bộ của Jeff Lemire và Greg Smallwood trong truyện tranh là nguồn cảm hứng. Nhà sản xuất điều hành Grant Curtis lưu ý rằng loạt phim đã khám phá danh tính và "tìm ra con người thật của một người", nói thêm rằng Spector sẽ tìm cách "dung hòa các phần của [anh ấy] trong quá khứ, hiện tại và tương lai tiềm năng mà [anh ấy] không nhất thiết phải đồng ý". Isaac tin rằng loạt phim sẽ là "trải nghiệm" để người xem kết nối với "tâm lý kinh hoàng khi không biết chuyện gì đang xảy ra và sự tiết lộ chậm rãi về sự thật" đi kèm với việc khắc họa DID của nhân vật. Slater nói thêm rằng các nhà sáng tạo đã mô tả sức khỏe tâm thần của loạt phim một cách nghiêm túc, nghiên cứu về chứng rối loạn và nhằm mục đích để Moon Knight có một miêu tả và thông điệp tích cực về sức khỏe tâm thần. nhà từ thiện, vì phiên bản đó của nhân vật này đã được ví với nhân vật Người Dơi của DC Comics, đây không phải là sự so sánh mà Slater muốn thực hiện. Slater nói thêm rằng việc khám phá sức khỏe tâm thần của Spector cho phép nhân vật này không chỉ là "một bản sao Batman được hoán đổi bảng màu", nói thêm rằng Moon Knight là "kẻ thù lớn nhất của chính anh ta theo nhiều cách". Isaac tin rằng Moon Knight là "nghiên cứu nhân vật Marvel hợp pháp đầu tiên" kể từ Iron Man (2008), và Curtis nói thêm rằng Spector giống như Stark của Marvel Studios ở chỗ anh ta có thể được "xây dựng từ đầu". Steven Grant là nhân vật đã trở thành Moon Knight trong khi Spector sẽ là Mr. Knight, nhưng những điều này cuối cùng đã bị đảo ngược. Phần tín dụng kết thúc của mỗi tập đều có thông điệp khuyến khích người xem truy cập trang web của Liên minh quốc gia về bệnh tâm thần để tìm hiểu thêm về DID. 
Các yếu tố siêu nhiên được lấy cảm hứng từ truyện tranh bao gồm các vị thần Ai Cập khác nhau, một trong số đó, Khonshu, điều khiển Spector theo cách dựa trên mối quan hệ của họ từ truyện tranh, "tất cả các độc tính của nó".  Mặc dù bộ truyện được lấy bối cảnh vào đầu năm 2025 trong MCU ngày nay, Curtis lưu ý rằng "không có tệp đính kèm" nào đối với các phần khác của MCU.  Diab nói thêm rằng khi xây dựng bộ truyện, các nhà sáng tạo nhận ra rằng câu chuyện của nhân vật "rất phức tạp về mặt tâm lý" và hấp dẫn, đến nỗi họ không cần "nạng nạng" để tham khảo MCU. Isaac nói về Moon Knight '"điều quan trọng nhất là một sự thật xúc động đối với cuộc hành trình đang diễn ra" chứ không phải là mối quan hệ với cốt truyện MCU của nó. Moon Knight lấy bối cảnh một phần ở London, mặc dù trong truyện tranh, nhân vật hoạt động chủ yếu ở Thành phố New York, như một cách để phân biệt loạt phim với các dự án MCU khác lấy bối cảnh thành phố đó. 

### Tuyển diễn viên
Vào tháng 10 năm 2020, Oscar Isaac tham gia đàm phán cho vai chính Spector, và được cho là sẽ được chọn vào tháng 1 năm 2021; Marvel Studios chính thức xác nhận việc tuyển diễn viên vào tháng 5 năm đó. Ban đầu, Isaac do dự khi tham gia vai diễn này, vì anh ấy đã cảnh giác với việc tham gia một loạt phim khác sau khi trải qua bao nhiêu thời gian và nỗ lực để quay bộ ba phần tiếp theo của Chiến tranh giữa các vì sao. Anh ấy nhận vai sau khi nghiên cứu sâu hơn về DID và trở nên thích thú với đặc điểm của Grant cho bộ truyện,  cũng như được Feige trao quyền tự do sáng tạo. Richard Newby của The Hollywood Reporter cảm thấy những vai diễn chính gần đây của Isaac có thể khiến khán giả không quen với nhân vật này trong bộ truyện và rằng dân tộc Latinh của anh ấy có thể cho phép kiểm tra đạo Do Thái từ các góc độ khác nhau, thay vì để nhân vật được miêu tả như một người đàn ông Do Thái Ashkenazi như trong truyện tranh. Sau đó, Isaac xác nhận rằng Spector sẽ được khắc họa là người Mỹ gốc Do Thái trong bộ phim. 
Vào tháng 1 năm 2021, May Calamawy được chọn vào "vai chính" của Layla El-Faouly, và Ethan Hawke được chọn vào vai Arthur Harrow, nhân vật phản diện chính của loạt phim. Ban đầu, Isaac đã nói chuyện với Hawke về việc tham gia loạt phim, và Diab yêu cầu Hawke không đọc kịch bản trước khi ký tiếp vì anh ấy muốn phát triển nhân vật cùng với nam diễn viên. Diab rất biết ơn vì Hawke đã tin tưởng anh và Isaac đủ để tham gia cùng họ mà không cần xem kịch bản, điều mà Hawke nói anh đã không làm trong 35 năm. Anh ấy giải thích rằng anh ấy tham gia loạt phim vì Isaac, Diab, và anh ấy cảm thấy mình đang ở đâu trong sự nghiệp diễn xuất của mình, và anh ấy tận hưởng sự tự do sáng tạo đi kèm với việc bộ truyện kể một câu chuyện ít được biết đến hơn.  Mặc dù có một nhân vật phụ tên là Arthur Harrow trong truyện tranh, Hawke cho biết phiên bản của bộ truyện chủ yếu là một tác phẩm gốc,  được cho là bao gồm các yếu tố của các nhân vật Hiệp sĩ Mặt trăng khác như Sun King  và Sao mai. Slater đã chọn không chuyển thể nhân vật phản diện nổi bật nhất của Moon Knight, Bushman, vì anh ta cảm thấy anh ta quá giống với nhân vật phản diện Killmonger trong Black Panther (2018). Gaspard Ulliel gia nhập dàn diễn viên vào tháng 7 năm 2021 với vai Anton Mogart, trong một trong những vai diễn cuối cùng trước khi qua đời vào tháng 1 năm 2022. F. Murray Abraham được tiết lộ sẽ lồng tiếng cho Khonshu vào tháng 2 năm 2022, với Karim El Hakim cung cấp màn trình diễn trên phim trường của nhân vật. Ann Akinjirin và David Ganly cũng lần lượt đóng vai cảnh sát và những người theo dõi Harrow là Bobbi Kennedy và Billy Fitzgerald, trong khi Khalid Abdalla đóng vai đại diện của Osiris là Selim, và Antonia Salib đóng vai nữ thần Ai Cập Taweret . 
Lucy Thackeray được tiết lộ sẽ đóng vai Donna trong đoạn giới thiệu của bộ phim, được phát hành vào tháng 1 năm 2022.  Dàn diễn viên bổ sung đã được tiết lộ trước khi bộ phim công chiếu vào tháng 3, bao gồm Rey Lucas trong vai cha của Marc, Elias Spector, Fernanda Andrade trong vai Wendy Spector, mẹ của Marc, Saffron Hocking trong vai Dylan, Shaun Scott trong vai Crawley, và Díana Bermudez trong vai Yatzil. Sofia Asir và Sofia Danu cũng được tiết lộ sẽ xuất hiện trong bộ phim với vai trò không được tiết lộ. Phần lớn các vai Ai Cập nhỏ hơn thuộc về các diễn viên Ai Cập, bao gồm cả những người sống ở Budapest, chẳng hạn như Ahmed Dash, Hazem Ehab, Amr Elkady và Zizi Dagher. 

### Tiền kỳ
Stefania Cella là nhà thiết kế sản xuất, làm việc với các nhà Ai Cập học và một giám đốc nghệ thuật giám sát người Ai Cập để đảm bảo tính chính xác lịch sử trong các bộ của cô. Cô chăm chút tỉ mỉ từng chi tiết nhỏ để mang lại sự chân thực cho bộ ảnh. Bộ Phòng thờ của các vị thần của cô cao ba tầng và được trang trí bằng các chữ tượng hình màu vàng liên quan đến thần thánh, với bộ Phòng chôn cất cũng có các chữ tượng hình và nước và bề mặt phản chiếu để đại diện cho các chủ đề về tính hai mặt và bản sắc của bộ truyện. Căn hộ gác mái của Grant được xây dựng để giống các kim tự tháp, trong khi dinh thự của Harrow được thiết kế theo phong cách công xã ở Spitalfields/ dockyard một phần của London. Phim trường Mogart's Mansion bao gồm hai kim tự tháp kính lấy cảm hứng từ Louvre được xây dựng để quay phim. Hai dãy nhà ở Ai Cập cũng được xây dựng. 
Meghan Kasperlik đóng vai trò là nhà thiết kế trang phục.  Trang phục của Grant nhằm gợi lên "sự ngầu" của Brixton nhưng có một số yếu tố "tắt", trong khi Spector có "vẻ sa mạc với trang phục chiến thuật, tiện dụng và nhẹ nhàng hơn". Anh ta cũng có một chiếc áo hoodie và áo vest với nhiều chức năng được báo trước cho hiệu ứng áo choàng của Moon Knight. Trang phục của Hiệp sĩ Mặt trăng bao gồm áo giáp và băng của Ai Cập Cổ đại, với các biểu tượng giống chữ tượng hình trên áo choàng của anh ta.  Thiết kế băng quấn xác ướp của anh ấy dựa trên Vũ trụ Xphiên bản của nhân vật trong truyện tranh và được thiết kế để gợi lên xung quanh Spector, tạo cho nó một phẩm chất siêu nhiên và giúp phân biệt nó với những bộ đồ anh hùng tạo hình tương tự trong MCU sử dụng công nghệ nano. Feige đề nghị lấy thiết kế băng đô và kết hợp nó với thiết kế hiện đại hơn của nhân vật trong truyện tranh. Đối với Mr. Knight, Kasperlik đã tạo ra một bộ đồ ba mảnh dựa trên thiết kế của ông trong truyện tranh, với nhiều sự tôn kính khác nhau đối với Khonshu trong thiết kế. Cô đã thêm đôi giày thể thao được thiết kế để hiện đại hóa diện mạo. Logic đằng sau các thiết kế của bộ quần áo Hiệp sĩ Mặt trăng và Hiệp sĩ được lấy cảm hứng từ tính cách của mỗi người, họ yêu thích điều gì và trí tưởng tượng của họ. Với việc Grant "hoàn toàn rời xa thế giới siêu anh hùng", anh ta triệu hồi một bộ trang phục giống bộ đồ với tư cách là Mr. Knight. Trang phục của Arthur Harrow "giống như nhà sư" được lấy cảm hứng từ các nhà lãnh đạo giáo phái ngoài đời thực, trong khi El-Faouly có vẻ ngoài thể thao hơn với ảnh hưởng của Cairo và London. 
Chuỗi tiêu đề chính từ đầu đến cuối của bộ truyện được thiết kế bởi Perception. Phần hậu danh đề của mỗi tập đề cập đến một giai đoạn mới của mặt trăng, bắt đầu với mặt trăng lưỡi liềm trong tập đầu tiên và tiến dần đến trăng tròn với mỗi tập tiếp theo. 

### Quay phim
Quá trình quay phim dự kiến sẽ bắt đầu vào tháng 3 năm 2021, và được xác nhận là sẽ tiến hành vào cuối tháng 4 tại Hungary. Loạt phim được quay dưới tựa đề Good Faith, với Diab chỉ đạo hai tập đầu tiên, thứ ba và cuối cùng và Benson và Moorhead chỉ đạo phần thứ hai và thứ tư. Moorhead giải thích rằng ông và Benson được "giao" tập hai và bốn để đạo diễn, một phần vì lý do hậu cần, nhưng cũng vì mỗi tập được thiết kế để có "tiếng nói riêng", dù hai tập đầu có chút kết nối. gần nhau hơn vì lúc đó các nhà quảng cáo vẫn đang "tìm cách sản xuất". Anh ấy tiếp tục rằng vị trí của tập thứ tư là "rất riêng của nó", cho phép bộ đôi "nói chuyện với nhau một chút", trong khi hai tập cuối là "tiếng nói riêng của họ và từ các tập còn lại." Gregory Middleton là nhà quay phim cho Diab và Andrew Droz Palermo đảm nhận vai trò này cho Benson và Moorhead. Công việc âm thanh diễn ra tại Origo Studios ở Budapest. Trước đó, loạt phim dự kiến sẽ bắt đầu quay vào ngày 16 tháng 11 năm 2020, kéo dài trong 26 tuần, nhưng việc này đã bị hoãn lại do đại dịch COVID-19. Quá trình quay phim diễn ra tại Bảo tàng Mỹ thuật ở Budapest vào tháng 4,  đóng vai trò là phần ngoại thất cho Phòng trưng bày Quốc gia của London, và tại Szentendre vào đầu tháng 5. Vào đầu tháng 6, các cảnh đêm ngoài trời được quay tại Quảng trường Madách ở Budapest. Nhiều địa điểm bên ngoài khác nhau ở Budapest đã được tìm thấy để làm chỗ đứng cho London, đặc biệt là các khu vực Brixton và Soho.
Quá trình quay phim cũng được thực hiện ở Slovenia, trong một tuần ở Wadi Rum, Jordan, và kết thúc ở Budapest và Jordan vào đầu tháng 10, tại thời điểm đó việc sản xuất chuyển đến Atlanta, Georgia. Nó kết thúc vào ngày 14 tháng 10. Isaac cho biết việc quay phim cảm thấy "thủ công", với Diab mang lại sự chân thực và chú ý của địa phương đến những chi tiết nhỏ nhất như bao gồm văn bản chính xác của một lời cầu nguyện qua một cửa hàng. Hawke đánh giá cao Ai Cập Diablo vì đã dẫn dắt bộ truyện, vì anh ấy không tiếp cận bộ truyện "với con mắt của một người Mỹ", mà là một người đã lớn lên ở đất nước. Nhà sản xuất đã hy vọng quay loạt phim này ở Ai Cập nhưng không thể thực hiện được một phần vì môi trường chính trị của đất nước và các vấn đề kiểm duyệt; Việc sản xuất của Hollywood đã không thể quay trong nước trong một thời gian. 
Việc chụp ảnh bổ sung đã được hoàn thành vào giữa tháng 11, và Diab cho biết số lượng phim cần chụp lại ít hơn nhiều so với các dự án khác của Marvel Studios, diễn ra trong bốn ngày. Anh ấy, Isaac và Hawke cho rằng điều này là do họ phải tập dượt và thảo luận với số lượng lớn trước khi quay mỗi tập phim, bao gồm cả các bữa ăn trưa chủ nhật thông thường với dàn diễn viên chính và đoàn làm phim. Hawke cho biết những cuộc gặp gỡ này đã giúp hình thành "trí tưởng tượng tập thể" cho loạt phim, giúp dễ dàng chuyển đổi giữa các tập phim của Diab và các tập phim do Benson và Moorhead đạo diễn, vì "sức mạnh tưởng tượng đằng sau nó là như nhau". 

### Hậu kỳ
Cedric Nairn-Smith làm biên tập cho loạt phim cho tập đầu tiên và thứ sáu, Joan Sobel cho tập thứ hai và thứ năm, và Ahmed Hafez cho tập thứ ba và thứ tư, trong khi Sean Andrew Faden làm giám sát hiệu ứng hình ảnh. Hiệu ứng hình ảnh cho loạt phim được tạo ra bởi Framestore, Image Engine, Mammal Studios, Weta Digital và Zoic Studios. 

### Âm nhạc
Nhà soạn nhạc người Ai Cập Hesham Nazih đã sáng tác phần nhạc cho bộ truyện vào đầu tháng 3 năm 2022 trong dự án tiếng Anh lớn đầu tiên của ông. Diab được mời đến Nazih để ghi điểm cho loạt phim vì tác phẩm của ông "bao gồm các yếu tố Ai Cập đích thực theo một cách rất hiện đại", với âm nhạc giúp phá vỡ định kiến của người Ai Cập bằng cách tiết lộ một số điều ít được biết đến của đất nước nghệ thuật đương đại đến khán giả quốc tế; Diab đã mô tả nó là một "bản nhạc đẹp của Ai Cập, nhưng nó mang tính quốc tế ở cốt lõi của nó, nó mang tính phổ quát". Nhạc phim của loạt phim sử dụng hỗn hợp các bài hát cũ hơn và mới hơn như một cách để giới thiệu nền âm nhạc của Cairo, nơi có sự nhạy cảm tương tự như phương Tây, mà không cần dùng đến các bài hát có cảm giác như chúng có từ thời Trung cổ. Bản nhạc end-credit của tập đầu tiên từ Nazih, "Moon Knight", được phát hành kỹ thuật số bởi Marvel Music và Hollywood Records dưới dạng đĩa đơn vào ngày 30 tháng 3 năm 2022.

## Quảng bá
Những cảnh quay đầu tiên được công bố trên Disney+ vào ngày 12 tháng 11 năm 2021. Một đoạn giới thiệu sau đó được phát hành vào ngày 17 tháng 1 năm 2022, trong trận playoffs NFL 2021–22, với sự tham gia của James Whitbrook tại Gizmodo. rằng nó đã cung cấp một cái nhìn đầy đủ về nhân vật sau đoạn phim ngắn của Disney + Day. Anh cho biết bộ trang phục trung thành với phiên bản truyện tranh, "mặc dù trông có nhiều họa tiết hơn".  Richard Newby tại The Hollywood Reportercảm thấy đoạn giới thiệu "[khá] thích thú" khi khán giả nói chung thiếu kiến thức về nhân vật bằng cách duy trì cảm giác bí ẩn. Anh cảm thấy loạt phim này giống như một trong những dự án đen tối nhất và nguyên bản nhất của Marvel Studios, được các đồng nghiệp của anh là Aaron Couch và Borys Kit nhắc lại, những người nói rằng đoạn trailer gợi ý "điều gì đó không giống với bất kỳ chương trình Marvel nào khác". Giọng Anh của Isaac cho danh tính Steven Grant đã nhận được nhiều phản hồi trái chiều từ người xem và chính Isaac đã chế giễu điều đó trong một video mà anh và Hawke phản ứng với đoạn giới thiệu. Sau đó, Isaac nói rằng giọng này cố tình không thuyết phục.  Đoạn giới thiệu được xem hơn 75 triệu lần trong 24 giờ, tốt hơn đoạn giới thiệu của Marvel Studios 'Đoạn giới thiệu Super Bowl LV của The Falcon and the Winter Soldier có 125 triệu lượt xem. Ngoài ra, mức độ tương tác trên mạng xã hội với 263.000 lượt đề cập là mức cao nhất so với bất kỳ loạt phim Disney+ nào của Marvel cho lần phát hành nội dung đầu tiên của họ. Một đoạn giới thiệu bổ sung được phát sóng trong Super Bowl LVI vào ngày 13 tháng 2, tiếp tục giữ cho loạt phim bí ẩn trong khi mô tả "sự nhạy cảm đen tối hơn" của nó, theoRachel Labonte của Screen Rant. Ben F. Silverio của /Film cho biết những bức ảnh chụp áo choàng của Moon Knight "bung ra thành hình mặt trăng lưỡi liềm" và nhân vật bắt lấy vũ khí hình mặt trăng của anh ta là "tuyệt nhất". RelishMix báo cáo đoạn giới thiệu đã có 9,49 triệu lượt xem trong 24 giờ trên Facebook, Twitter, YouTube và Instagram. 
Chương trình bán hàng "Marvel Must Haves", trong đó tiết lộ đồ chơi, trò chơi, sách, quần áo mới, đồ trang trí nhà cửa và các hàng hóa khác liên quan đến mỗi tập của Moon Knight sau khi phát hành một tập, bắt đầu cho các tập vào ngày 1 tháng 4 năm 2022. Mã QR được bao gồm trong hai tập đầu tiên cho phép người xem truy cập truyện tranh kỹ thuật số miễn phí có Moon Knight. Truyện tranh đã phát hành tập đầu tiên, thứ hai, thứ ba và thứ tư lần lượt là Werewolf by Night # 32 và # 33, Moon Knight # 3, và Universe X # 6.

## Phát hành
Moon Knight hiện đang phát hành trên Disney+ trong năm 2022 và sẽ bao gồm 6 tập. Một buổi chiếu đặc biệt diễn ra vào ngày 16 tháng 3 tại Cine Capitol ở Madrid, và tiếp Ngày 17 tháng 3 tại Bảo tàng Anh ở London, với buổi ra mắt trên thảm đỏ vào ngày 22 tháng 3 tại Nhà hát El Capitan ở Los Angeles. Bộ phim thuộc giai đoạn 4 của MCU.

## Tương lai
Vào tháng 11 năm 2019, Feige tuyên bố rằng sau khi giới thiệu Moon Knight trong bộ truyện, nhân vật này sẽ chuyển sang các bộ phim MCU. Diab tuyên bố vào tháng 3 năm 2022 rằng anh ấy cảm thấy nhân vật này sẽ là một phần của MCU trong mười năm tới, và bày tỏ hy vọng rằng Moon Knight cuối cùng sẽ có được bộ phim truyện của riêng mình. Vào thời điểm bộ phim công chiếu, Isaac đã không ký tiếp trở lại với tư cách là nhân vật trong các dự án tương lai. Diab hy vọng phần thứ hai tiềm năng sẽ có thể quay ở Ai Cập.